# Первомайский (Целинский район)
Первома́йский — хутор в Целинском районе Ростовской области.
Входит в состав Кировского сельского поселения.

## Население
| 2010 |
| ---- |
| 243  |

## Улицы
- ул. Луговая,
- ул. Механизаторов,
- ул. Центральная.